# Nathalie Frey
Nathalie Frey, née le 13 octobre 1975 à Strasbourg, est une bridgeuse française.

## Palmarès international
- 2000 : 17th European Youth Team Championships à Antalya, équipe classée 4e

- 2005 : 37th World Team Championships, Estoril, équipe féminine championne du Monde

- 2011 : 5th European Open Championships, Poznań, elle est la seule femme de l'équipe de Monaco classée 3e. Ses partenaires sont Jean-Charles Allavena, Marc Bompis, Marco Castellani, Henri Fissore et Jean-Christophe Quantin.

- 2012 : 5th European Small Federations Game, Poznań, elle réédite l'exploit dans l'équipe de Monaco classée 2e, où Nathalie Frey a 4 partenaires masculins.

- 2016 : 53rd European Team Championships, Budapest - Women Teams, elle est dans l'équipe de France féminine classée 2e. Elle jouait avec Catherine d'Ovidio, Bénédicte Cronier, Vanessa Reess, Sylvie Willard et Joanna Zochowska.

- 2019 :  9th European Transnational Championships à Istanbul, l'équipe mixte de Vanessa Reess finit 2e.

- 2019 : 44th World Bridge Teams Championships à Wuhan, équipes mixtes, l'équipe de France finit 5e.

Fin 2019, elle est classée 7e bridgeuse française par la Fédération française de bridge. En février 2020, elle est classée 77e joueuse mondiale et 8e joueuse française par la Fédération mondiale de bridge. 

## Biographie
Elle est la fille du Docteur Fabien Frey, médecin généraliste à Rœschwoog (Bas-Rhin), et de son épouse née Marlyse Mantey. Son père, lui-même classé 1re série ♠ depuis longtemps, l'initie au bridge.
Après des études supérieures de chimie à Strasbourg, elle exerce la profession de déléguée médicale.
Elle engage une carrière de joueuse professionnelle en 2003, tout en faisant des cours de bridge.
Elle accède à la 1re série des joueurs de bridge en 1996, et à la 1re série nationale en 2006. En 2018, elle est la toute première femme en 40 ans à faire partie de l'équipe classée 1 dans la compétition nationale française de DN1.
Elle se marie avec Renaud Grover, et ils vivent ensemble pendant 11 ans à Monaco (2008-2019). Elle décide ensuite de rejoindre Paris, où elle travaille à temps plein pour la Fédération française de bridge en s'occupant de l'Université du bridge.